# Sejm zwyczajny 1776
Sejm 1776 – sejm zwyczajny I Rzeczypospolitej pod węzłem konfederacji zwołany 15 maja 1776 roku do Warszawy.
Sejmiki przedsejmowe w województwach odbyły się 15 lipca 1776 roku, a sejmik główny wielkopolski 29 lipca 1776 roku. Marszałkami konfederacji byli generał Andrzej Mokronowski i Andrzej Ogiński. Obrady sejmu trwały od 26 sierpnia do 31 października 1776 roku.
Konfederację zawiązał król Stanisław August Poniatowski z Radą Nieustającą, działając w porozumieniu z ambasadorem rosyjskim Otto Magnusem von Stackelbergiem, któremu dostarczono z Petersburga fundusz korupcyjny w wysokości 50 000 rubli. 
Gwardia królewska nie dopuściła do izby poselskiej kilkudziesięciu posłów przeciwnych konfederacji, a wojska rosyjskie otoczyły Warszawę.
Sejm ten wzmocnił władzę Rady Nieustającej nad ministrami, zniósł Komisje Wojskowe, ograniczył kompetencje hetmanów, oddał zwierzchność nad wojskiem Departamentowi Wojskowemu Rady Nieustającej, dał zupełną kontrolę Komisji Edukacji Narodowej nad majątkiem pojezuickim. Usprawniono budżet i poprawiono reformy poprzedniego sejmu dotyczące wymiaru sprawiedliwości. Zniesiono prawa dotyczące tortur i procesów o czary, a kanclerz Andrzej Zamoyski został nominowany do rozpoczęcia prac kodyfikujących polskie prawo (zob. Kodeks Zamoyskiego). Na sejmie tym król zadeklarował, że jest przyjacielem Katarzyny II bo jest polskim patriotą.
Sejm rozszerzył kompetencje Rady Nieustającej, dając jej prawo wykładni ustaw i zawieszania urzędników. Król odzyskał prawo nadawania wszystkich szarż wojskowych, zyskując kontrolę nad 4 regimentami gwardii.